# Tim Breithaupt
Tim Breithaupt (Offenburg, Baden-Wurtemberg, 7 de febrero de 2002) es un futbolista alemán. Juega de pivote y su equipo actual es el F. C. Augsburgo de la Bundesliga de Alemania.

## Trayectoria
Fue fichado por el F. C. Augsburgo para jugar en la máxima categoría del fútbol alemán desde la temporada 2023-24, firmó hasta el 30 de junio de 2028.
Debutó en su nuevo equipo el 13 de agosto de 2023, fue titular en la primera ronda de la Copa de Alemania pero fueron derrotados 2-0 por SpVgg Unterhaching.

## Selección nacional
Tim ha sido parte de la selección de Alemania en la categoría sub-20 y sub-21.
Debutó con los Teutones el 11 de noviembre de 2020, fue en un amistoso contra la sub-20 de Francia, selección que vencieron 2-3.

## Estadísticas

### Clubes
Actualizado al último partido citado el 14 de diciembre de 2024.
| Club                            | Div.          | Temporada     | Liga  | Liga  | Liga   | Copas nacionales | Copas nacionales | Copas nacionales | Copas internacionales | Copas internacionales | Copas internacionales | Total | Total | Total  |
| Club                            | Div.          | Temporada     | Part. | Goles | Asist. | Part.            | Goles            | Asist.           | Part.                 | Goles                 | Asist.                | Part. | Goles | Asist. |
| ------------------------------- | ------------- | ------------- | ----- | ----- | ------ | ---------------- | ---------------- | ---------------- | --------------------- | --------------------- | --------------------- | ----- | ----- | ------ |
| Karlsruher S. C. · Alemania     | 2.ª           | 2020-21       | 6     | 0     | 1      | -                | -                | -                | —                     | —                     | —                     | 6     | 0     | 1      |
| Karlsruher S. C. · Alemania     | 2.ª           | 2021-22       | 29    | 0     | 3      | 4                | 0                | 0                | —                     | —                     | —                     | 33    | 0     | 3      |
| Karlsruher S. C. · Alemania     | 2.ª           | 2022-23       | 22    | 1     | 1      | 2                | 1                | 0                | —                     | —                     | —                     | 24    | 2     | 1      |
| Karlsruher S. C. · Alemania     | Total club    | Total club    | 57    | 1     | 5      | 6                | 1                | 0                | 0                     | 0                     | 0                     | 63    | 2     | 5      |
| F. C. Augsburgo · Alemania      | 1.ª           | 2023-24       | 16    | 0     | 0      | 1                | 0                | 0                | —                     | —                     | —                     | 17    | 0     | 0      |
| F. C. Augsburgo · Alemania      | 1.ª           | 2024-25       | 2     | 0     | 1      | 1                | 0                | 0                | —                     | —                     | —                     | 3     | 1     | 0      |
| F. C. Augsburgo · Alemania      | 1.ª           | 2025-26       | 0     | 0     | 0      | -                | -                | -                | —                     | —                     | —                     | 0     | 0     | 0      |
| F. C. Augsburgo · Alemania      | Total club    | Total club    | 18    | 0     | 1      | 2                | 0                | 0                | 0                     | 0                     | 0                     | 20    | 0     | 1      |
| 1. FC Kaiserslautern · Alemania | 2.ª           | 2024-25       | 12    | 0     | 0      | -                | -                | -                | —                     | —                     | —                     | 12    | 0     | 0      |
| 1. FC Kaiserslautern · Alemania | Total club    | Total club    | 12    | 0     | 0      | 0                | 0                | 0                | 0                     | 0                     | 0                     | 12    | 0     | 0      |
| Total carrera                   | Total carrera | Total carrera | 87    | 1     | 6      | 8                | 1                | 0                | 0                     | 0                     | 0                     | 95    | 2     | 6      |
| 1.                              |               |               |       |       |        |                  |                  |                  |                       |                       |                       |       |       |        |

### Selección
Actualizado al último partido citado el 21 de noviembre de 2023.
| Selección         | Temporada         | Continental | Continental | Continental | Mundial | Mundial | Mundial | Amistosos | Amistosos | Amistosos | Total | Total | Total  |
| Selección         | Temporada         | Part.       | Goles       | Asist.      | Part.   | Goles   | Asist.  | Part.     | Goles     | Asist.    | Part. | Goles | Asist. |
| ----------------- | ----------------- | ----------- | ----------- | ----------- | ------- | ------- | ------- | --------- | --------- | --------- | ----- | ----- | ------ |
| Sub-20 · Alemania | 2021              | -           | -           | -           | -       | -       | -       | 2         | 0         | 0         | 2     | 0     | 0      |
| Sub-20 · Alemania | 2022              | -           | -           | -           | -       | -       | -       | 5         | 0         | 0         | 5     | 0     | 0      |
| Sub-20 · Alemania | Total sel.        | 0           | 0           | 0           | 0       | 0       | 0       | 7         | 0         | 0         | 7     | 0     | 0      |
| Sub-21 · Alemania | 2023              | 2           | 0           | 0           | -       | -       | -       | 1         | 0         | 0         | 3     | 0     | 0      |
| Sub-21 · Alemania | Total sel.        | 2           | 0           | 0           | 0       | 0       | 0       | 1         | 0         | 0         | 3     | 0     | 0      |
| Total selecciones | Total selecciones | 2           | 0           | 0           | 0       | 0       | 0       | 8         | 0         | 0         | 10    | 0     | 0      |
| 1.                |                   |             |             |             |         |         |         |           |           |           |       |       |        |